# Brewcaria
Brewcaria L.B.Sm., Steyerm. & H.Rob é um género botânico pertencente à família Bromeliaceae, subfamília Pitcairnioideae.
O gênero foi nomeado em homenagem a Charles Brewer-Carías, explorador e naturalista Venezuelano.
São bromélias difundidas nas regiões monhanhosas da Guayana Venezuelana.

## Espécies
- Brewcaria brocchinioides (L.B.Smith) B.Holst
- Brewcaria duidensis L.B.Smith, Steyermark & Robinson
- Brewcaria hechtioides (L.B.Smith) B.Holst
- Brewcaria hohenbergioides (L.B.Smith) B.Holst
- Brewcaria marahuacae L.B.Smith, Steyermark & Robinson
- Brewcaria reflexa (L.B.Smith) B.Holst